# Králíky, Hradec Králové
Králíky là một làng thuộc huyện Hradec Králové, vùng Královéhradecký, Cộng hòa Séc.